# Nino Galović
Nino Galović (6 de julio de 1992) es un futbolista croata que juega como defensa en el F. C. Arouca de la Primeira Liga.

## Trayectoria

### Clubes
| Club                         | País        | Año       |
| ---------------------------- | ----------- | --------- |
| R. N. K. Split               | Croacia     | 2011-2016 |
| N. K. Slaven Belupo (cedido) | Croacia     | 2015      |
| F. C. Ashdod                 | Israel      | 2016      |
| F. C. Dinamo Minsk           | Bielorrusia | 2017-2018 |
| Sagan Tosu                   | Japón       | 2019      |
| F. C. Dinamo Minsk (cedido)  | Bielorrusia | 2019      |
| H. N. K. Rijeka              | Croacia     | 2020-2022 |
| F. C. Arouca                 | Portugal    | 2022-     |

## Palmarés

### Títulos nacionales
| Título          | Club            | País    | Año  |
| --------------- | --------------- | ------- | ---- |
| Copa de Croacia | H. N. K. Rijeka | Croacia | 2020 |